# Тери Бисън
Тери Бисън (на английски: Terry Bisson) е американски писател, автор на научна фантастика, известен майстор на краткия разказ.
Разказът му „Мечки откриват огъня“ се смята за един от най-значимите научнофантастични разкази на 20 век. Печелил е почти всички големи награди за научна фантасти, включително „Хюго“, „Небюла“, „Стърджън“, „Локъс“, „Азимов“ и френската „Голяма награда за фантастика“.

## Стил и особености
Разказите му се характеризират с радикални визии, икономичен стил и хаплив хумор.

## По-известни книги
- 1990 – „Пътешествие до Червената планета“
- 1991 – „Направени са от месо“
- 1997 – „Петият елемент“ (филмова романизация)
- 2001 – „Крадецът“
- 2005 – „Цифрите не лъжат“
- 2009 – „Сбогом, Атлантида“

## Издания на български
- 2007 – Алергия към магия (сборник)
  - „Избери Ан“ (разказ) – Тери Бисън (Press Ann / Terry Bisson) – стр.129
- 1999 – Списание „Плейбой“: Колекция „Научна фантастика“ (сборник)
  - „Канцеларски флирт“ (разказ) – Тери Бисън – стр.369